# Sándor Wladár
Sándor Wladár (* 19. července 1963 Budapešť) je bývalý maďarský plavec. Specializoval se na disciplínu znak. Absolvoval sportovní školu Központi a připravoval se v klubu Újpesti Dózsa pod trenérem Tamásem Széchym. Jeho starší bratr Zoltán Wladár byl také plaveckým reprezentantem Maďarska.
Na mistrovství Evropy juniorů v plavání v roce 1978 ve Florencii vyhrál závody na 100 m i 200 m znak. Téhož roku skončil na seniorském mistrovství světa v plavání na šestém místě. Jako sedmnáctiletý zvítězil na Letních olympijských hrách 1980 v Moskvě na dvousetmetrové znakařské trati, na stovce byl pátý a s polohovou štafetou obsadil šesté místo. V roce 1981 vyhrál oba znakařské závody na mistrovství Evropy v plaveckých sportech, byl vyhlášen nejlepším evropským plavcem sezóny i maďarským sportovcem roku. 
Na světovém šampionátu v Ekvádoru v roce 1982 skončil na 200 m znak druhý za Američanem Rickem Careym a obsadil čtvrtou příčku ve finále na 100 m znak. Z mistrovství Evropy v roce 1983 přivezl stříbrnou medaili za 200 m znak a v závodech na 100 m znak a 400 m polohový závod obsadil čtvrté místo. Na soutěži Družba 84 byl šestý v polohovém závodě. Třikrát ve své kariéře překonal evropský rekord na 200 metrů znak. Hrál také vodní pólo a v roce 1986 v něm vyhrál s týmem Újpesti maďarskou ligu.
Vystudoval veterinární lékařství a otevřel si v Budapešti soukromou zvěrolékařskou ordinaci. Je také aktivní jako sportovní funkcionář a podílel se na organizaci mistrovství Evropy v plaveckých sportech 2020. V roce 2017 byl zvolen předsedou Maďarské plavecké federace a od roku 2022 je místopředsedou Maďarského olympijského výboru. Byl mu udělen Maďarský záslužný kříž a titul Sportovec národa.